# 5270 Kakabadze
Az 5270 Kakabadze (ideiglenes jelöléssel 1979 KR) a Naprendszer kisbolygóövében található aszteroida. West R. M. fedezte fel 1979. május 19-én.